# Cabaiguán
Cabaiguán là một đô thị ở tỉnh Sancti Spíritus, Cuba. Thủ phủ của đô thị này cũng có tên Cabaiguán, nằm ở quận Cabaiguán.
Đơn vị hành chính này được lập năm 1894, và được lập đô thị năm 1926. Đô thị này được chia thành các phường (barrio) Cabaiguán, Neiva, Pedro Barba, Guayos and Santa Lucía.

## Thông tin nhân khẩu
Năm 2004, đô thị Cabaiguán có dân số 67.224 người. Diện tích là 597 km² (230,5 mi²), với mật độ dân số là 112,6người/km² (291,6người/sq mi).